# August Meuleman
Gaston August Meuleman (20 de outubro de 1906 — 12 de fevereiro de 2000) foi um ciclista belga. Sua unica aparição olímpica foi em Amsterdã 1928, onde terminou em quinto na perseguição por equipes de 4 km.